# دوغ فريث
دوغ فريث هو صيدلي وسياسي كندي، ولد في 5 مارس 1945 في برامبتون في كندا، وتوفي في 21 مارس 2009 في أوتاوا في كندا بسبب نوبة قلبية. نشط حزبياً في الحزب الليبرالي الكندي. وقد انتخب عضو مجلس العموم الكندي.